# تالار گرگ
تالار گرگ (به انگلیسی: Wolf hall) کتاب داستانی تاریخی اثر نویسنده انگلیسی، هیلاری منتل است که در سال ۲۰۰۹ منتشر شد. اتفاقات این کتاب که در فاصله سال‌های ۱۵۰۰ تا ۱۵۳۵ رخ می‌دهد، روایتی داستانی از زندگی تامس کرامول و صعود وی به قدرت در دربار هنری هشتم است. هیلاری منتل به خاطر نوشتن این کتاب در سال ۲۰۰۹ برنده جایزه ادبی من بوکر شد. این کتاب بخشی از یک سه‌گانه است که قسمت دوم آن به نام اجساد را بیاورید نیز در سال ۲۰۱۲ برنده جایزه بوکر گردید. همچنین قسمت سوم این سه‌گانه در سال ۲۰۲۰ با نام آینه و نور منتشر گردید.